# Acordo de Washington sobre o Ouro
O Acordo de Washington sobre o Ouro foi assinado em 26 de setembro de 1999 em Washington, D.C. durante a reunião anual do Fundo Monetário Internacional (FMI), e o secretário do Tesouro dos EUA, Lawrence Summers, e o presidente do Federal Reserve, Alan Greenspan, estiveram presentes. A segunda versão do acordo foi assinada em 2004, o acordo foi prorrogado em 2009.

## Alcance
"De acordo com o acordo, o Banco Central Europeu (BCE), os 11 bancos centrais nacionais das nações que então participavam da nova moeda européia, mais os da Suécia, Suíça e Reino Unido, concordaram que o ouro deveria continuar sendo um elemento importante da moeda global reservas e limitar suas vendas a não mais de 400 toneladas (12,9 milhões de onças) anualmente durante os cinco anos de setembro de 1999 a setembro de 2004, sendo 2.000 toneladas (64,5 milhões de onças) no total."

## Razão
"O acordo veio em resposta às preocupações no mercado de ouro depois que o Tesouro do Reino Unido anunciou que estava propondo vender 58% das reservas de ouro do Reino Unido por meio de leilões do Banco da Inglaterra, juntamente com a perspectiva de vendas significativas do Banco Nacional Suíço e do possibilidade de vendas em curso pela Áustria e Holanda, mais propostas de vendas pelo FMI. O anúncio do Reino Unido, em particular, perturbou muito o mercado porque, ao contrário da maioria das outras vendas europeias dos bancos centrais nos últimos anos, foi anunciado com antecedência. As vendas de países como Bélgica e Holanda sempre foram discretas e anunciadas após o evento. Portanto, o Acordo Washington/Europeu foi pelo menos percebido como um limite para as vendas na Europa."

## Crítica

### Status legal
- O acordo não é um tratado internacional, conforme definido e regido pelo direito internacional.
- O acordo é um acordo sui generis, de cavalheiros entre os Bancos Centrais, de legalidade duvidosa dados os objetivos e a natureza de direito público dos Bancos Centrais.
- O acordo se assemelha a um cartel que afeta materialmente a oferta de ouro no mercado global. Nesse sentido, o acordo ultrapassa as fronteiras da legislação antitruste.

### Participação pública
- O acordo foi negociado a portas fechadas. As informações não foram fornecidas ao público e as partes interessadas relevantes não tiveram a oportunidade de comentar.
- O acordo não contém mecanismos formais de renegociação. As tendências do direito internacional relativas à participação pública e ao acesso à informação devem informar o processo de renegociação, previsto para 2004.

3. Os signatários reconhecem a intenção do FMI de vender 403 toneladas de ouro e observaram que tais vendas podem ser acomodadas dentro dos tetos acima.

### Análise
"A independência do banco central está consagrada na lei em muitos países, e os banqueiros centrais tendem a ser pensadores independentes. Vale a pena perguntar por que um grupo tão grande deles decidiu se associar a esse acordo tão incomum... Ao mesmo tempo, através de nossos estreitos contatos com os bancos centrais, o Conselho está ciente de que alguns dos maiores detentores há algum tempo se preocupam com o impacto no preço do ouro - e, portanto, no valor de suas reservas de ouro - de infundadas rumores e sobre o uso de ouro oficial para fins especulativos.
"Vários dos banqueiros centrais envolvidos disseram repetidamente que não tinham intenção de vender seu ouro, mas eles disseram isso como indivíduos - e ninguém deu atenção. Eu acho que é isso que o Sr. Duisenberg quis dizer quando disse que eles estavam fazendo esta declaração para esclarecer suas intenções”.

## Os documentos

### Primeira versão (1999)
A primeira versão, o Central Bank Gold Agreement (CBGA) foi assinado em 26 de setembro de 1999.
1. O ouro continuará sendo um elemento importante das reservas monetárias globais.
2. As instituições acima não entrarão no mercado como vendedoras, com exceção de vendas já decididas.
3. As vendas de ouro já decididas serão concretizadas através de um programa concertado de vendas ao longo dos próximos cinco anos. As vendas anuais não excederão aproximadamente 400 toneladas e as vendas totais durante este período não excederão 2.000 toneladas.
4. Os signatários deste acordo concordaram em não expandir seus arrendamentos de ouro e seu uso de futuros e opções de ouro durante este período.
5. Este acordo será revisto após cinco anos.

#### Signatários
- Österreichische Nationalbank
- Banca d'Italia
- Banque de France
- Banco de Portugal
- Schweizerische Nationalbank
- Banque Nationale de Belgique
- Banque Centrale du Luxembourg
- Deutsche Bundesbank
- Banco de España
- Bank of England
- Suomen Pankki
- De Nederlandsche Bank
- Central Bank of Ireland
- Sveriges Riksbank
- European Central Bank

### Segunda versão (2004)
A segunda versão, Joint Statement on Gold, foi assinada em 8 de março de 2004. O Banco da Inglaterra não participou.

#### Texto completo
No interesse de esclarecer suas intenções com relação às suas participações em ouro, as instituições abaixo assinadas fazem a seguinte declaração:
O ouro continuará sendo um elemento importante das reservas monetárias globais.
As vendas de ouro já decididas e a decidir pelas instituições signatárias serão concretizadas através de um programa concertado de vendas durante um período de cinco anos, com início a 27 de Setembro de 2004, logo após o termo do acordo anterior. As vendas anuais não ultrapassarão 500 toneladas e as vendas totais nesse período não ultrapassarão 2.500 toneladas.
Durante este período, os signatários deste acordo concordaram que o valor total de seus arrendamentos de ouro e o valor total de seu uso de futuros e opções de ouro não excederá os valores vigentes na data da assinatura do contrato anterior. Este acordo será revisto após cinco anos.

#### Signatários
- European Central Bank
- Banca d'Italia
- Banco de España
- Banco de Portugal
- Bank of Greece
- Banque Centrale du Luxembourg
- Banque de France
- Banque Nationale de Belgique
- Central Bank & Financial Services Authority of Ireland
- De Nederlandsche Bank
- Deutsche Bundesbank
- Österreichische Nationalbank
- Suomen Pankki
- Schweizerische Nationalbank
- Sveriges Riksbank

### Acordo de 2009
Em agosto de 2009, 19 bancos estenderam o acordo e se comprometeram a vender não mais do que 400 toneladas métricas de ouro até setembro de 2014. O Fundo Monetário Internacional não assinou este acordo.

#### Texto completo
1. O ouro continua sendo um elemento importante das reservas monetárias globais.
2. As vendas de ouro já decididas e a decidir pelas instituições signatárias serão concretizadas através de um programa concertado de vendas durante um período de cinco anos, com início a 27 de Setembro de 2009, imediatamente após o termo do acordo anterior. As vendas anuais não excederão 400 toneladas e as vendas totais durante este período não excederão 2.000 toneladas.
4. Este acordo será revisto após cinco anos.

### 2019 caducidade do acordo
Tendo renovado o acordo por um quarto período de 5 anos em 2014, em 2019 os bancos signatários concordaram em não renovar o acordo novamente, sob a justificativa de que não vendiam grandes quantidades de ouro há algum tempo. De fato, suas vendas caíram de perto do limite acordado em 2007 para quase zero em 2012 e permaneceram muito baixas desde então.